# Humedal Estuario del río Huasco
El humedal Estuario del río Huasco es un ambiente natural húmedo ubicado en la desembocadura del río Huasco, en la comuna de Huasco de la Provincia homónima  en la Región de Atacama.
Cubre un área de aproximadamente 1000 hectáreas en que la caza queda prohibida y 322,9 hectáreas que son declaradas santuario de la naturaleza. En la citada solicitud de explica  que:: 9 
En la desembocadura, la caja del río alcanza más de 2 kms de ancho, abriéndose en un extenso llano, que se asocia al norte con los llanos de Los Hornitos y del Chuical, este último en la vertiente sur de la quebrada de Carrizalillo; la morfología del área esta representada por terrazas fluviomarinas, indicadoras del engranaje entre los procesos del río con los del océano.